# Distinction entre sexe et genre

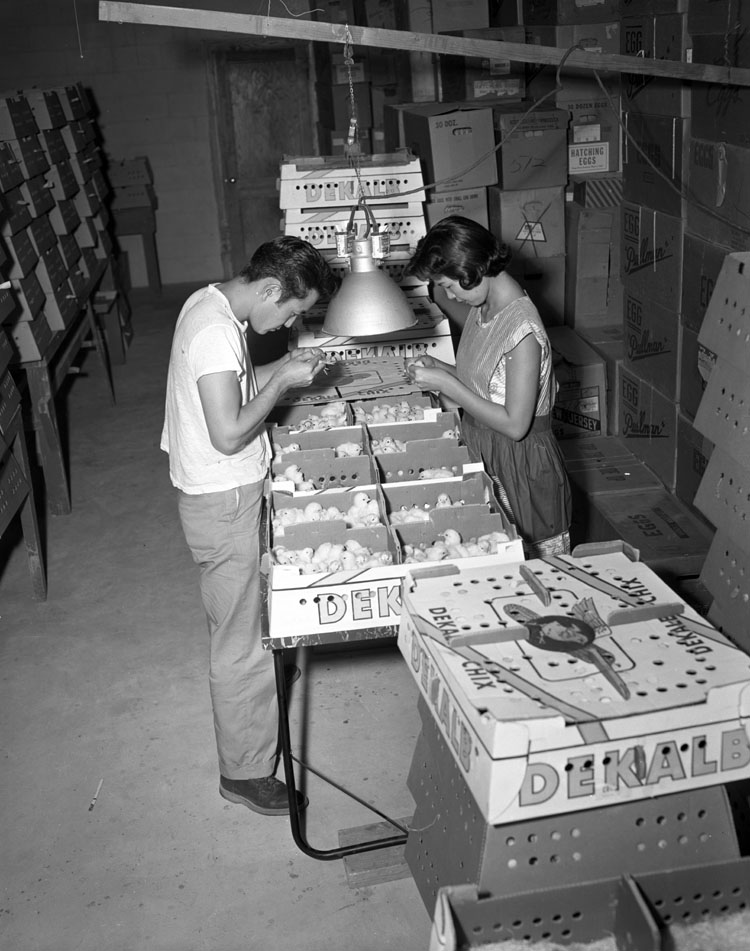
Une femme et un homme qui travaillent ensemble

La distinction entre sexe et genre est un concept qui différencie le sexe biologique (l'anatomie d'une personne, le système reproducteur, et les caractères sexuels secondaires) du genre, qui désigne l'identité de genre reconnue par une société à tout individu.
Dans la communauté scientifique, l'expression différences entre les sexes (par rapport à différences entre les genres) est généralement appliquée aux traits du dimorphisme sexuel qui sont consécutifs à la sélection sexuelle,.

## Sexe
L'anisogamie, ou les différences de taille des gamètes (cellules sexuelles), est ce qui caractérise les sexes. Par définition, les gamètes masculins sont petits et mobiles (spermatozoïdes), les gamètes féminins sont généralement immobiles (ovules). Chez l'être humain, ce qui est typique de la différenciation sexuelle entre homme et femme, est la présence ou l'absence du gène SRY (présent généralement sur le chromosome Y), le type de gonades, les hormones sexuelles, l'anatomie interne de l'appareil reproducteur (tels que l'utérus), et les organes génitaux externes. Les gens ayant une anomalie de la différenciation sexuelle (ADS), de motif très varié, sont intersexes, mais peuvent avoir, si elles sont fertiles, une fertilité d'homme ou de femme uniquement, et ne représentent pas un ensemble qui serait un troisième sexe. Les personnes dont l'identité de genre ressentie diffère de leur sexe assigné à la naissance sont transgenres.
Parmi les scientifiques, le consensus est que tous les comportements genrés résultent d'interactions complexes issus à la fois de la biologie et de l'environnement; le débat inné et acquis étant donc trompeur,,. L'expression différences entre les sexes est généralement appliquée aux caractéristiques anatomiques dimorphisme sexuel qui résultent de la sélection sexuelle. Par exemple, chez l'humain, la différence sexuelle renvoie d’abord aux organes génitaux tandis que la « différence entre les genres » est entièrement sociale,. Les recherches scientifiques montrent que le sexe d'une personne influence son comportement,,,,. Il est cependant nécessaire de mentionner que les connexions neuronales sont modifiables selon notre environnement ou nos relations sociales. Cela montre que les différences neuronales entre les hommes et les femmes sont également liées à l'influence sociale,.
L'Organisation mondiale de la santé (OMS) a établi une définition similaire : « le sexe correspond aux caractéristiques biologiques » et « homme et femme sont des catégories sexuelles propres »,

### Histoire
De la Renaissance au XVIIIe siècle, il y avait une inclinaison dominante chez les médecins quant à l'existence d'un seul sexe biologique et donc l'absence de genre[Quoi ?]. Ce point de vue a persisté aux XVIIIe et XIXe siècles,. À son apogée, ce modèle a été repris par les érudits européens[réf. nécessaire], mais il n'est ni connu pour avoir été populaire, ni comme ayant fait consensus chez les médecins qui ont traité la population en général. Le sexe et le genre ont été au devant de la scène américaine pendant les temps de guerre[Comment ?], lorsque les femmes ont dû travailler et que les hommes étaient à la guerre. Dans les années 1990, les concepts de sexe et de sexualité sont devenus un mouvement culturel sur la question de l'identité.

## Genre

### Terminologie
Le sens du mot genre en français diffère de celui de l'anglais américain gender. Par ailleurs, il peut y avoir des nuances dans les significations en fonction du contexte social ou professionnel. Le genre peut se référer au rôle d'une femme ou d'un homme dans la société dans laquelle les humains existent, leur « genre » est alors influencé par les mœurs, la construction sociale qui évolue, certains s'accordent à dire que le genre est totalement indépendant du sexe de l'individu.
Un travail de définition fait par l'Organisation Mondiale de la Santé est en pleine réflexion : « le genre fait référer aux caractéristiques socialement construites des femmes et des hommes, telles que les normes, les rôles et relations entre groupe de femmes et d'hommes qui varient d'une société à une autre et peuvent être modifiées ». La Food and Drug Administration (FDA) emploie le genre à la place de sexe pour se référer aux différences physiologiques entre les hommes et les femmes. En 2011, ils ont inversé leur position sur cette question et ont commencé à utiliser le sexe en tant que classification biologique et le genre comme « la représentation qu'a une personne d'elle-même en tant que femme ou homme, ou la façon dont une personne répond aux institutions sociales basées sur la présentation genrée d'un individu ».
Le GLAAD (anciennement la Gay & Lesbian Alliance Against Defamation) fait une distinction entre le sexe et le genre dans leur édition la plus récente du Média Reference Guide : le sexe est « la classification des personnes en tant que homme ou femme » à la naissance, basée sur des caractéristiques corporelles telles que les chromosomes, les hormones, les organes reproducteurs internes, et les organes génitaux. L'identité de genre est « un sentiment interne, personnel, d'être un homme ou une femme (ou d'être un garçon ou une fille) ».
Certains philosophes féministes soutiennent que le genre est totalement indéterminé par le sexe. Voir, par exemple, La Dialectique du Sexe: Le Cas de Révolution Féministe, texte féministe largement influent.
Le cas de David Reimer qui a été, selon des études publiées par John Money, élevé comme une fille après que sa circoncision ait été bâclée, a été décrit dans le livre As Nature Made Him: The Boy Who Was Raised as a Girl. Reimer n'était pas à l'aise en tant que fille, et plus tard, quand il a découvert la vérité de son intervention, il a décidé de revenir à son identité de genre masculine d'origine ; il a fini par se suicider à 38 ans.

### Histoire
Le genre, dans le sens des distinctions sociales et comportementales, n'est pas vérifiable pour les sociétés du Paléolithique récent, les recherches archéologiques ne démontrent à l'heure actuelle aucune forme de division sexuelle du travail qui serait lié à des comportements assignés selon le sexe aux individus du Paléolithique.
Le terme de « genre » apparaît entre 1970 et 1980 :
« Au milieu des années 1980, le genre est devenu le maître mot parmi bien des historiennes féministes. Déjà, dans les années 1970, certaines universitaires américaines, parmi lesquels Davis, affirmaient que l’histoire des femmes avait pris un chemin trop séparé et que l’histoire des femmes ne pouvait pas être comprise, sauf à la mettre en relation avec l'histoire des hommes et les représentations des femmes qu’ils avaient créées 19. Ces historiennes utilisaient le terme “genre” pour suggérer une histoire qui placerait les femmes à l’intérieur d’un ensemble de relations sociales, politiques et culturelles plus vaste ».
La signification historique de genre, dérivé du latin genus, était « espèce » ou « diversité ». Dès le XXe siècle, ce sens est devenu obsolète, et sa seule utilisation formelle était en grammaire. Cela a changé au début des années 1970, lorsque les travaux de John Money, notamment le manuel de l'université populaire Man & Woman, Boy & Girl, ont été adoptés par la théorie féministe. Ce sens du genre est maintenant répandu dans les sciences sociales ; bien que dans de nombreux autres contextes, le genre inclut le sexe, ou le remplace.

## Distinction en linguistique
Le genre est tout d'abord d'un corps linguistique, orthographique et cela entre féminin et masculin. Les sciences sociales distinguent la biologie énoncée par le sexe, des constructions sociétales définies par le genre, le terme genre est utilisé par les intellectuels pour se référer à l'égalité sociale entre les individus. Cependant, une différence a été faite par de nombreux linguistes sur la notion de sexe et de genre où le sexe se réfère principalement aux particularités physiques et le genre se réfère à une fonction de langage, grammaticale , telle que masculin et féminin, qui détermine l'accord entre les noms de différents genres, d'adjectifs, tout ce qui touche à la grammaire.
Un manuel de grammaire de langue anglaise a, par exemple, établi que :
L'allemand, par exemple, a trois genres : masculin, féminin et neutre. Les noms faisant référence aux personnes et aux animaux de sexe connu sont généralement désignés par des noms avec le genre équivalent. Ainsi Mann (signifiant « homme ») est masculin et est associé à un article masculin pour donner der Mann, alors que Frau (signifiant « femme ») est féminin et est associé à un article féminin pour donner die Frau. Cependant, les mots pour les objets inanimés sont généralement masculins (par exemple der Tisch, la table) ou féminins (die Armbanduhr, la montre), et le genre grammatical peut diverger du sexe biologique ; par exemple, le nom féminin [die] Person se réfère à une personne de l'autre sexe, et le nom neutre [das] Mädchen signifie « la fille » . En effet, en allemand, les diminutifs sont invariablement au neutre: [die] Frau « la dame », [das] Fräulein « la demoiselle » ; [der] Hund « le chien », [das] Hündchen « le chiot » ;
En anglais moderne, il n'y a pas de vrai genre grammatical dans ce sens, si la différenciation, par exemple, entre les pronoms « il » et « elle », qui en anglais se réfère à une différence de sexe (ou genre social), se réfère parfois à la distinction entre les genres.

## Critique de la distinction entre la «différence entre les sexes» et la «différence entre les genres»
(janvier 2024).
La distinction : la différence entre les sexes par rapport à la différence entre les genres a été controversée comme étant fallacieuse. Ces termes suggèrent que le comportement d'un individu peut être divisés en facteurs biologiques distincts, alors qu'il semblerait qu'il résulte d'un regroupement entre ce qui est acquis au long d'une vie et inné.
Diane Halpern, dans son livre Sex Differences in Cognitive Abilities, a mis en lumière des problèmes avec la terminologie concernant le sexe et le genre : « I cannot argue (in this book) that nature and nurture are inseparable and then... use different terms to refer to each class of variables. The ...biological manifestations of sex are confounded with psychosocial variables.... The use of different terms to label these two types of contributions to human existence seemed inappropriate in light of the biopsychosocial position I have taken. » Elle a également déclaré que « Pinker (2006b, para. 2) provided a clear summary of the problems with the terms « sex and gender » : part of it is a new prissiness of many people today are squeamish about sexual dimorphism as the Victorians were about sex. The word sex refers... (both) to copulation and to sexual dimorphism... ». Richard Lippa écrit dans Gender, Nature and Nurture : « Some researchers have argued that the word sex should be used to refer to (biological differences), whereas the word gender should be used to refer to (cultural differences). However, it is not at all clear the degree to which the differences between males and females are due to biological factors versus learned and cultural factors. Furthermore, indiscriminate use of the word gender tends to obscure the distinction between two different topics: (a) differences between males and females, and (b) individual differences in maleness and femaleness that occur within each sex. ».
Il a été suggéré que les distinctions les plus utiles à faire seraient de savoir si une différence de comportement entre les sexes est d'abord due à une évolution adaptative, puis, si c'est le cas, si l'adaptation est associée à un dimorphisme ou monomorphisme sexuel. La différence entre les sexes pourrait alors être redéfinie comme les différences entre les sexes qui sont des manifestations d'une adaptation du dimorphisme sexuel,, alors que la différence entre les genres pourrait être redéfinie comme étant une différence de socialisation entre les sexes d'une adaptation monomorphique. Par exemple, la plus grande propension des hommes à l'agression physique et à la prise de risque serait appelée « différence sexuelle » et la propension à avoir une longueur de cheveux plus importante chez les femmes serait appelée « différence entre les genres ».

## Transgenres et genderqueer
Les personnes transgenres présentent une inadéquation entre leur identité de genre et leur genre assigné à la naissance,,. Transgenre est un terme générique qui comprend les personnes dont l'identité de genre ne correspond pas à leur genre assigné (homme trans, femme trans, personnes non binaires, genderqueer, bigenre, pangenre, genderfluid, ou agenre),,. Des définitions obsolètes de transgenres incluent aussi les personnes qui appartiennent à un troisième genre,.

## Féminisme

### Général
De nombreux féministes considèrent le sexe comme étant seulement une question de biologie (sans construction sociale ou culturelle). Par exemple, Lynda Birke, une féministe biologiste, affirme que « la biologie ne peut pas être vue comme quelque chose qui pourrait changer ». Cependant, la distinction sexe/genre est critiquée par une partie des féministes qui pensent qu'il y a une importance excessive placée sur le fait que le sexe soit un aspect biologique, quelque chose qui est fixe, naturel, immuable, et consistant en une dichotomie homme/femme. Ils croient que la distinction ne parvient pas à reconnaître quoi que ce soit en dehors de la dichotomie strictement homme/femme et qu'elle crée une barrière entre ceux qui y correspondent et ceux qui seraient « anormaux ». Afin de prouver que le sexe n'est pas seulement limité à deux catégories, le livre d'Anne Fausto-Sterling, Sexing the Body, traite de la naissance des enfants qui sont intersexués. Dans ce cas, le modèle standard (distinction sexe/genre) est considéré comme incorrect. En effet, « la masculinité complète et la féminité complète représentent les extrémités d'un spectre de types de corps possibles ». En d'autres termes, Fausto-Sterling fait valoir qu'il y a une multitude de sexes entre les deux extrêmes homme et femme.
Plutôt que de considérer le sexe comme une construction biologique, il y a des féministes qui acceptent le sexe et le genre comme étant tous les deux une construction sociale. Selon la Intersex Society of North America (en), « la nature n'a pas décidé où la catégorie homme finit et la catégorie intersexe commence, ou où la catégorie intersexe finit et la catégorie femme commence. Les humains décident comment un petit pénis doit être, ou comment une combinaison inhabituelle de parties doit être, avant qu'il soit défini comme intersexué ». Fausto-Sterling pense que le sexe est socialement construit parce que la nature ne décide pas de qui est considéré physiquement comme un homme ou une femme. En outre, le genre, le comportement, les actions, et l'apparence des hommes/femmes sont également considérés comme socialement construits parce que les codes de la féminité et de la masculinité sont choisis et jugés aptes par la société pour un usage social. Des féministes comme Nicole-Claude Mathieu, Linda Nicholson et Alexandre Baril ont également proposé des typologies pour répertorier les différentes conceptions du sexe et du genre et les liens que ces concepts entretiennent, notamment sous la forme de tableaux présentant divers paradigmes du sexe et du genre ,.

### Doing genderde West et Zimmerman
Principalement utilisé en sociologie et dans les études de genre, l'expression doing gender (« faire le genre ») se réfère à la notion de genre comme étant une performance socialement construite qui a lieu pendant les interactions sociales, plutôt que comme un ensemble de qualités essentialistes fondées sur le sexe biologique. Le terme est d'abord apparu dans l'article de Candace West et Don Zimmerman « Doing Gender », publié dans la revue évaluée par des pairs Gender and Society. Originairement écrit en 1977 mais non publié jusqu'en 1987, Doing Gender est l'article le plus cité publié dans Gender and Society. West et Zimmerman ont établi que pour comprendre le genre comme activité, il est important de faire la différence entre le sexe, la catégorie de sexe, et le genre. Ils disent que le sexe fait référence à des spécifications socialement convenues qui établissent ce qu'est un homme ou une femme ; le sexe est le plus souvent basé sur les parties génitales d'un individu, ou même sur leur caryotype connu avant la naissance. West et Zimmerman considèrent que les catégories de sexe sont dichotomiques, et que la personne est placée dans une catégorie de sexe en présentant des qualités exclusives de l'une ou l'autre catégorie. Au cours de la plupart des interactions, les gens situent le sexe d'une personne par identification de leur catégorie sexuelle ; cependant, West et Zimmerman pensent que le sexe d'une personne n'a pas besoin d'être aligné avec leur catégorie sexuelle. West et Zimmerman (1987) maintiennent que la catégorie sexuelle est « établie et soutenue par les affichages identificatoires requis socialement qui proclament une adhésion à l'une ou l'autre catégorie » (p. 127). Le genre est l'ensemble des attitudes et des actions qui sont considérées comme socialement acceptables pour une catégorie sexuelle. West et Zimmerman suggèrent que le processus interactionnel du « doing gender », combiné aux attentes socialement convenues entre les genres, détient les individus responsables de leurs performances de genre. Ils croient également que tout « doing gender » renforce de manière appropriée et favorise des structures sociales fondées sur la dichotomie entre les genres, et ne remet pas en cause ces mêmes structures sociales ; seul l'individu acteur est remis en question.

### Limites
Certains féministes vont plus loin et affirment que ni le sexe ni le genre sont des concepts strictement binaires. Judith Lorber, par exemple, a déclaré que de nombreux indicateurs classiques de sexe ne sont pas suffisants pour établir une démarcation entre les hommes et les femmes. Par exemple, toutes les femmes ne peuvent pas allaiter, tandis que certains hommes le peuvent. De manière similaire, Suzanne Kessler, dans une étude de 1990 auprès de médecins spécialistes en pédiatrie de l'intersexuation, a découvert que quand un enfant nait avec des chromosomes XY, mais avec des organes génitaux ambigus, son sexe a souvent été déterminé en fonction de la taille de son pénis. Ainsi, même si la distinction sexe/genre existe, Lorber et Kessler suggèrent que les dichotomies femmes/hommes et masculin/féminin ne sont pas eux-mêmes exhaustifs. Lorber écrit : « Mon point de vue va au-delà des vues féministes qui établissent que le genre est une superposition culturelle qui modifie les différences sexuelles physiologiques [...] Je soutiens que les corps diffèrent à bien des égards physiologiquement, mais qu'ils sont complètement transformés par les pratiques sociales pour entrer dans les catégories saillants d'une société, les plus répandues étant « féminin » et « masculin », et « femme » et « homme ». ».
En outre, Lorber a prétendu qu'il existait une plus grande diversité au sein des différentes catégories de sexe et de genre -femme/homme et féminin/masculin, respectivement- qu'entre eux. Par conséquent, sa revendication fondamentale est que les deux, sexe et genre, sont des constructions sociales.
Un point de vue comparable a été avancé par Linda Zerilli, qui écrit : « [Monique] Wittig critique la dichotomie sexe/genre dans une grande partie de la théorie féministe parce qu'une telle dichotomie laisse incontestée la croyance qu'il existe un « noyau naturel » qui résiste à l'examen, une relation exclue du social dans l'analyse, une relation dont la caractéristique se trouve inéluctablement dans la culture, ainsi que dans la nature, et qui est la relation hétérosexuelle. Wittig suggère qu'associer le sexe à la nature, et le genre à la société a permis d'interroger les féministes sur la construction culturelle de la féminité ; mais cette stratégie a également permis aux discours dominants de reconnaître la distinction sans repenser les fondements de leurs diverses entreprises théoriques et leurs concepts de subjectivité »,
Judith Butler critique également la distinction sexe/genre. Le genre, selon Butler, cause une apparence sexuée naturellement et politiquement neutre. Toutefois, elle affirme : « les faits apparemment naturels du sexe [sont] discursivement produits au service d'autres intérêts politiques et sociaux » Butler conclut : « Si le caractère immuable du sexe est contesté, peut-être que cette construction appelée « sexe » est culturellement construit comme le genre ; en effet, il s'agit peut-être encore du genre, avec comme conséquence que la distinction entre sexe et genre s'avère être impertinente à tous ».

### Féminisme radical
Le féminisme matérialiste ne considère pas la distinction entre le genre et le sexe comme particulièrement pertinente, Christine Delphy l'illustre notamment par l'expression « le genre précède le sexe ». Le sexe est conceptualisé comme découlant du genre et non l'inverse, Delphy écrit ainsi : « l'idée d'un genre assis sur un sexe présuppose que le sexe existe avant et indépendamment du sens qui lui est donné : qu'il a un sens par lui-même. C'est la difficulté majeure de cette position. », le féminisme matérialiste s'opposant à l'idée d'une nature précédant le genre, le sexe apparait ici comme une construction sociale, qui accompagne et même fonde la hiérarchie,.

Dans cette même perspective, d'autres autrices tel que Andrea Dworkin vont conceptualiser la différence entre la « réalité » (« reality » en anglais) et la « vérité » (« truth » en anglais). Dès lors, la réalité humaine étant avant tout sociale, la polarité sexuelle devient réelle mais non-vraie. Il n'y a pas de division ontologique entre deux sexes homme/femme et plus que d'être une construction sociale, elle est une « illusion pernicieuse » dans laquelle nous restons enfermés. Dans un discours de 1975, publié plus tard sous le titre « The Root Cause » dans Our Blood (1976), Andrea Dworkin affirme :
« À mon avis, celles d'entre nous qui sont des femmes à l'intérieur de ce système de réalité ne seront jamais libres tant que l'illusion de la polarité sexuelle ne sera pas détruite et tant que le système de réalité fondé sur elle ne sera pas entièrement éradiqué de la société humaine et de la mémoire humaine. C'est la notion de transformation culturelle qui est au cœur du féminisme. C'est la possibilité révolutionnaire inhérente à la lutte féministe. »
Le féminisme radical, et particulièrement le féminisme matérialiste, se distingue donc par sa volonté non pas d'abolir le uniquement le genre conçu comme un système appliqué sur une binarité sexuelle sous-jacente, mais d'abolir le genre et donc le sexe qui sont tous deux des réalités socialement construites et dont le premier ne peut être aboli sans la destruction du sexe. Les données habituellement considérées comme biologiques du sexe sont dès lors réduites à des particularités individuelles et non plus à un système de catégorisation binaire en deux archétypes physiologiques essentiellement différents.

## Critiques
L'hypothèse selon laquelle l'identité de genre est une propriété innée et fixe de l'être humain, indépendante du sexe biologique, ne s'appuierait, selon certains chercheurs, sur aucune preuve scientifique.